# Spilosoma major
Spilosoma major là một loài bướm đêm thuộc phân họ Arctiinae, họ Erebidae.